# Матава (Вашингтон)
Матава (енгл. Mattawa) град је у америчкој савезној држави Вашингтон. По попису становништва из 2010. у њему је живело 4.437 становника.

## Демографија
Према попису становништва из 2010. у граду је живело 4.437 становника, што је 1.828 (70,1%) становника више него 2000. године.
| Група             | 2000.         | 2010.         |
| Белци             | 221 (8,5%)    | 148 (3,3%)    |
| Афроамериканци    | 5 (0,2%)      | 38 (0,9%)     |
| Азијати           | 24 (0,9%)     | 4 (0,1%)      |
| Хиспаноамериканци | 2.343 (89,8%) | 4.245 (95,7%) |
| Укупно            | 2.609         | 4.437         |